# Mediensozialisation
Unter Mediensozialisation wird der „Prozess verstanden, in dem sich das sich entwickelnde Subjekt aktiv mit seiner mediengeprägten Umwelt auseinandersetzt, diese interpretiert sowie aktiv in ihr wirkt“. Zugleich wird es aber auch „von Medien in vielen Persönlichkeitsbereichen beeinflusst […].“ Sie wird als ein sehr komplexer Prozess bezeichnet, da sich die medienprägende Umwelt ständig unter historischen und gesellschaftlich-kulturellen Bedingungen verändert.
Von diesem Begriff der Mediensozialisation ist das Konzept der Mediensozialisation im Sinne von Medienerziehung klar abzugrenzen. Bei letzterem geht es um den bewussten und pädagogisch beabsichtigten Erwerb von Medienkompetenzen, also um den Erwerb der aktiven, selbstbestimmten und sozial-verantwortlichen Fähigkeit, sich mit unterschiedlichen Medien auseinandersetzen zu können.
Bei der Forschung wird die Wirkungsperspektive von Medien auf die Gesellschaft untersucht. Die Mediensozialisationsforschung beschäftigt sich mit den Fragen „Was machen Medien mit den Menschen?“ (medienzentrische Perspektive) und „Was machen Menschen mit Medien?“ (rezipientenzentrierte Perspektive).

## Entstehung
Seit dem Beginn der Entstehung von Medien gibt es Mediensozialisation. Zum ersten Mal tauchte diese bei der Wirkung der Theaterdarstellung auf die Zuschauer auf. Bereits Platon und Aristoteles beschäftigten sich mit der Frage, inwiefern sich die Zuschauer mit der Theaterdarstellung identifizieren oder sich kathartische Effekte auf den Charakter zeigen, wenn durch die Darstellung negative, aggressive Gefühle auf den Zuschauer wirken.
Mit der Erfindung von technischen Medien entstanden mehr und mehr unterschiedliche gesellschaftliche Diskussionen und Wirkungseffekte auf Menschen, vor allem durch Massenmedien. Kino, Radio, Fernsehen, Computer und das Internet wurden immer mehr genutzt, um positive Sozialisationseffekte im Menschen hervorzurufen, aber auch negative Sozialisationseffekte entstanden durch Gewaltdarstellungen, Werbung und politische Ideologien.

## Theorien der Mediensozialisation
In den Theorien der Mediensozialisation geht es darum, „medienkulturelle“ Ansätze zu überwinden und differenzierte, akteuradäquate sozialwissenschaftliche Methoden zu entwickeln. Es existieren Lücken zwischen den Theorien für Mediensozialisation und allgemeinen Theorien der Sozialstruktur, vor allem mangelt es an Forschungen in der Mediensozialisation im Erwachsenenalter, während es für Kinder und Jugendliche eine Menge Studien gibt.
Es gibt nicht nur „die eine“ Theorie zur Mediensozialisation, sondern mehrere theoretische Ansätze. Außerdem ist es wichtig anzumerken, dass Mediensozialisation als „Sozialisation mit Bezug auf Medien“ und nicht „durch Medien“ gemeint ist, was bedeutet, dass die Mediensozialisation nicht durch Medien verursacht wird, sondern nur beeinflusst wird und Bezüge zu Medien hat. Demnach müsste man Sozialisationstheorien einfach nur in Bezug mit Medien setzen.
Unter anderem werden folgende Sozialisationstheorien genannt, die wichtig für Mediensozialisation sind:
- Klassentheorie in der Tradition von Karl Marx
- Differenzierungstheorie von Uwe Schimank
- Kritische Theorie
- psychoanalytische Sozialisationstheorien von Sigmund Freud, die davon ausgeht, dass Persönlichkeitsentwicklung wesentlich durch die Triebkontrolle vonstatten geht
- Durkheims soziologische Untersuchung der Erziehung, wo das Individuum Ideen, Haltungen erwirbt, die aber nicht nur Einzelpersonen gehört
- Gesellschaftstheorie
- symbolisch-interaktionistische Verständnis von Sozialismus von Klaus Hurrelmann, die die Interaktion von Menschen betont, indem sie Symbole verwenden
- strukturgenetische Sozialisationsforschung von Jean Piaget, wo laut ihm die Sozialisation aufgrund von psychischen Konstrukte und Vorgehensweisen erwerben

## Medienökologie und Raumkonstruktionen
Im 21. Jahrhundert stellt man sich immer häufiger die Frage, ob Medien – neben Konstruktion und Werkzeug – auch als Raum behandelt werden sollten. Für das bessere Verständnis ist es wichtig festzustellen, dass man mit „Räumen“ nicht tatsächliche Räume meint. Sozialräume bestehen nicht nur aus Beziehungen zwischen Menschen, sondern auch aus dem kontroversen Umfeld. Dieter Baacke beschreibt die soziale und räumliche Umgebung in vier Zonen. Die Jugendlichen sollen diese Zonen durch ihre Entwicklung beherrschen. Die erste Zone wird definiert durch Erlebnisse und Interaktionen mit der Familie, danach erweitert sich in der zweiten Zone die Lebensumwelt in den Nahraum. In dieser Zone erkennen die Heranwachsenden ihr Wohnviertel, also ihre Umgebung und Mitmenschen als Teil ihres Lebensraumes an. Es entstehen die ersten Außenbeziehungen. In der dritten Zone spricht man dann von funktionsspezifischen Räumen wie zum Beispiel in der Schule und in Geschäften mit deren neuen sozialen Beziehungen und Funktionen. Die letzte und vierte Zone ist die ökologische Peripherie. Dies sind gelegentliche Kontakte und ungeplante Begegnungen an meist unvertrauten Orten außerhalb der ersten drei Zonen. Beispiele sind etwa weitenentfernte Verwandte oder vom Zuhause entfernte Urlaubserlebnisse mit sehr intensiven Eindrücken. Diese Zonen wurden 1990 erforscht und zur qualitativen Sozialisation gezählt.
In der Medienwelt – speziell für das Internet – werden oft Raummetaphern benutzt wie zum Beispiel Chat-Rooms und Online-Foren. Die ersten Perspektiven sind die sogenannte „Unabhängigkeitserklärung des Cyberspace“ und der „Information Superhighway“ der Clinton/Gore-Administration. Beide versuchen für wichtige Themen im Internet Aufmerksamkeit zu erregen. Die „Unabhängigkeitserklärung des Cyberspace“ ist gegen die externe Kontrolle des Internets. Der „Information Superhighway“ will nicht, dass die neuen Medien als Infrastruktur genutzt werden. Solche Forschungen findet man in Wagners Studie: „Medienhandeln in Hauptschulmilieus.“
Sozialräume sind ein prägender Teil der Entwicklung des Kindes. Theorien bestätigen, dass diese Räume gesellschaftliche Positionen und Geschlechteridentitäten beeinflussen. Diese Positionen kann man meistens nicht mehr verändern. Durch die Differenzierungen in der Gesellschaft entstehen „verinselte Lebensräume.“ Für die Heranwachsenden ist der Gesamtraum fremd und sinnlos. Daher ist es bedeutsam, so früh wie möglich einen individualisierten Raum zu erstellen.
Soziale Netzwerkdienste funktionieren nicht als solch ein Raum, sondern als Verbindung – oder Abgrenzung – zwischen mehreren Räumen. Diese Verbindung hängt von technischen Bedingungen ab, wie zum Beispiel Software, Codes und Handlungsoptionen.
„Social Media“ ist heutzutage zu einem sehr bedeutenden Teil für Jugendliche herangewachsen. Onlineräume bauen Freundschaften auf, musikalische Stile werden erweitert und neue Identitäten entstehen. Heranwachsende brauchen Möglichkeiten und sogenannte Räume, um ihre Begabungen entfalten zu können. Neben der Entfaltung brauchen sie noch die Eigenständigkeit etwas selbst erschaffen zu können. In Onlineräume kann dies beides passieren: Jugendliche können selbst Fotos und Videos produzieren und teilen, zudem auch unterschiedliche Meinungen formulieren und austauschen.
Sozialräume öffnen neue Möglichkeiten für die Selbsterfahrung und -entfaltung. Es ermöglicht Inhalte zu produzieren, Themen zu bearbeiten und Freundschaften zu pflegen. Ebenso sind die Räume auch kulturelle Quellen und Lernräume.

## Forschungszugänge der Mediensozialisation
Mediensozialisation hat verschiedene Forschungsgebiete, an deren Aufklärung die Soziologie theoretisch sowie empirisch arbeitet. Im Folgenden werden die zwei prominentesten Gebiete unserer Zeit kurz umrissen.

### Film
Der Film fasziniert durch seine große Ähnlichkeit mit den sozialen Wirklichkeiten, die wahrgenommen und erfahren werden, wodurch er jedes andere Medium übertrifft. Obwohl er die Wirklichkeit nur so darstellt wie sie erscheint und nicht wie sie ist, ist es ihm möglich die Abstraktheit und Intransparenz in der Gesellschaft präsentierbar zu machen.
Historisch betrachtet begann Emilie Altenloh im Jahre 1914 mit der Erkundung der Sozialisation durch den Film. In ‚‚Zur Soziologie des Kinos. Die Kino Unternehmung und die sozialen Schichten ihrer Besucher‘‘ widmet sie den ersten Teil der damaligen Filmproduktion und den zweiten Teil dem Publikum. In den USA beschäftigte man sich seit den 1920er-Jahren mit den (negativen) Wirkungen von Filmen, da sie als eine bedeutende kulturelle Kraft betrachtet wurden.
J. P. Mayer befragte im Jahre 1946 Leser eines Filmmagazins nach den Einflüssen von Filmen auf Träume und persönliche Entscheidungen. In ‚‚Hollywood: The Dream Factory‘‘ (1950) konnte die Anthropologin Hortense Powdermaker die Macht- und Abhängigkeitsverhältnisse in der Filmindustrie aufschlussreich analysieren.
Zusammen mit Michael Ryan untersuchte Douglas Kellner in ‚‚Camera Politica‘‘ (1988) die Politik und Ideologie der Hollywoodfilme der 1970er und 1980er Jahre, wodurch sie herausfanden, dass diese ein sehr wichtiges Gebiet für kulturelle Repräsentationen waren, auf dem die politischen Kämpfe ausgetragen wurden. Al Gores ‚‚An Inconvenient Truth‘‘ (2006) hat beispielsweise durch Animationsfilme und sozialapokalyptische Horror- und Fantasyfilme in seiner Kritik an der ökologischen Zerstörung der Erde sehr viel Unterstützung erhalten.

### Handy
Joachim Höflich und Georg Kircher sehen das Mobiltelefon als eines der wichtigsten Medien unserer Zeit. Das Handy steht heutzutage an erster Stelle der meist benutzten Medien, sogar noch vor dem Fernseher oder Computer. Darüber hinaus wird das Handy mehr als nur zum Telefonieren benutzt. Es wird auch zum Chatten, um Termine im Kalender oder Notizen- bzw. Telefonnummern einzutragen, als Wecker, Fotoapparat, Radio oder sogar als Fernseher verwendet. Das Smartphone muss aber wie jedes Medium in einem Gesamtzusammenhang der Mediennutzung gesehen werden, weil man es in Verbindung mit anderen Medien verwendet. Die Nutzung des einen Mediums geht in die Nutzung eines anderen über und umgekehrt. Handysozialisation ist dadurch Teil einer umfassenden Mediensozialisation. Im Zuge der Telefonsozialisation, als eine 'Sozialisation mit dem Telefon', eignet man sich Rahmen an, die mit der Nutzung des Mediums verbunden sind. Rahmen stehen daher für eine 'Organisation der Erfahrung'. Zu den gesellschaftlichen Arrangements der Telefonsozialisation gehören gewisse Einstiegs- und Ausstiegssignale, mit denen der Anrufer bzw. Angerufene anderen gegenüber zum Ausdruck bringt, dass er sich temporär aus dem Kommunikationsgeschehen des Hier und Jetzt verabschiedet bzw. wieder verfügbar ist (z. B. durch körperliches Abwenden oder durch das Aufsuchen von Nischen). Derartige Arrangements spiegeln die mit der Nutzung des Mobiltelefons verbundenen Rahmenerfordernisse wider. Sie sind Manifestation eines (von anderen mitgetragenen) Gebrauchs und damit von medienbezogenen Sozialisationserfahrungen. Durch die mediale Durchdringung des Alltags und deren Allgegenwärtigkeit wird Mobilität mehr und mehr von jedem gefordert. Personen, die sich mobilen Medien öffnen, sind im Alltag flexibler. Hingegen verpassen Menschen, die sich neuen Medien gegenüber verschließen, die Teilhabe und Teilnahme an bestimmten Bereichen einer mobilen Gesellschaft. Eine Mediatisierung des gesellschaftlichen Lebens kann so auch zu (neuen) sozialen Ungleichheiten führen oder bestehende verstärken.

## Kritikpunkte zu Mediensozialisation
Mediensozialisation ist noch ein sehr offener Begriff, der wenig beforscht wurde. Zu den aktuellen Diskussionen von Sozialisationsforschung fehlen noch theoretische Ansätze aus anderen sozialwissenschaftlichen Gebieten, wie der Psychologie, Soziologie oder der Kulturanthropologie.
Ein Kritikpunkt ist, dass die Gesellschaft unter Sozialisationsforschung sehr beengend, bestimmt und stark durchstrukturiert wirkt. Denn mithilfe von Sozialisationstheorien und empirischen Befunden entsteht ein komplexerer Fall, der spezieller Sozialisationsforschung entspricht. Somit werden neue Perspektiven für neue Kategorien und breiterer ausgearbeiteten Theorie mit empirischen Beispielen entwickelt. Die Folge daraus ist, dass die Gesellschaft als ein stark durchstrukturiertes Konstrukt erscheint und von Kapitalakkumulation bzw. -mangel und blinder Reproduktion, sowie einem Klassenhabitus und medialen Subwelten, beherrscht wird.
Für die Schwierigkeit der Klassifizierungen sollte sich der Forscher immer wieder an die wichtige Aufgabe des Vergleichens zurückerinnern, denn ansonsten können sehr schnell unbewusste Messfehler entstehen. Es ist nur von Vorteil, wenn es eine möglichst neutrale Beziehung bei der Wertung des sozialen Raumes gibt, um so den Klassifizierungen der Gesellschaft zu entsprechen und nicht die eigene subjektive Meinung einzubeziehen. Die Forschung ist Teil des Diskurses und der Kämpfe um die Klassifizierungen kultureller Praktiken in der Gesellschaft und sollte beständig reflektiert werden.
Zudem stellt sich die Frage, ob man mit einer allgemeinen Theorie der Mediensozialisation unterschiedliche Medien vergleichen kann, denn jedes Medium hat unterschiedliche Strukturen. Außerdem wird die Ordnung der klassischen Massenmedien ständig verändert und aufgelöst, denn es gibt momentan ein großes Angebot an kollektiven und kulturellen Medien.
Eine weitere Problematik sind die wenigen Altersgruppen, die bisher in der Forschung berücksichtigt wurden. Auch  wenn Mediensozialisation ein lebenslanger Lernprozess ist, wurden zumeist nur Kinder und Jugendliche betrachtet.
In den meisten Studien wird viel Wert auf die Phänomene wie Gewalt oder Werbung geachtet, und gleichzeitig seltener über die Persönlichkeitsentwicklung geforscht.
Der letzte Kritikpunkt ist, dass sehr wenig über den Wechselprozess von Subjekt und Medium analysiert wird. Oft wird ohne die aktive Beteiligung des Subjekts bzw. ohne die bewussten oder unbewussten Einflüsse vom rezipierenden Medium untersucht.
Der Medienpädagoge Stefan Aufenanger fordert mehr empirische Studien insbesondere Längsschnittstudien zu den Medien Computer, Computerspiele und Internet, damit man den Prozesscharakter von Mediensozialisation widerspiegeln könne. Es brauche mehr praktisches pädagogisches Handeln, um sich besser mit dem Kontext der medienprägenden Welt auseinandersetzen zu können.